# Bernard Mourad
Pour l’article homonyme, voir Mourad.
Bernard Mourad, né le 2 octobre 1974 à Ajaltoun, au Liban et mort le 9 janvier 2025 à Paris,, est un banquier d'affaires franco-libanais, dirigeant d'entreprises, investisseur et entrepreneur, écrivain, producteur et conseiller d'Emmanuel Macron pendant sa campagne présidentielle.

## Biographie
De père libanais chrétien maronite et de mère française d'origine juive marocaine, Bernard Mourad grandit à Issy-les-Moulineaux (France), sa famille ayant fui les violences de la guerre civile libanaise,,,.
Son père, Joseph Mourad, est médecin et ancien secrétaire général du Bloc National, parti libanais indépendant, de résistance démocratique et pacifique, fondé par l’homme politique Raymond Eddé longtemps en exil à Paris. Son frère Jean-Jacques est également médecin, professeur à l'hôpital de Bobigny puis à l’hôpital Saint-Joseph, et sa sœur est infirmière.
Il est diplômé de l'Institut d'études politiques (IEP) de Paris (1997) et de l'École des hautes études commerciales (HEC), reçu major aux concours d’entrée des deux écoles.
Il fait partie des « grands mécènes » de l’IEP de Paris.

### Carrière financière

#### Carrière chez Morgan Stanley
En 2000, Bernard Mourad fonde le site étudiant Alafac.com, puis embrasse une carrière dans la finance en tant que banquier d'affaires au sein de Morgan Stanley. En 2012, il devient Managing Director au sein de cette banque. Il est considéré comme l'une des figures emblématiques d'une nouvelle génération de banquiers d'affaires,. En 2014, il figure dans la sélection du journal Financial News recensant les 40 étoiles montantes de la banque d'investissement en Europe de moins de 40 ans, ainsi que dans la sélection des « Leaders économiques de demain » établie par l'Institut Choiseul. Spécialiste du secteur des médias et télécoms, il est réputé proche des entrepreneurs et milliardaires Xavier Niel et Patrick Drahi. Aux côtés de ce dernier, il pilote notamment l'introduction en Bourse d'Altice, la fusion de Numericable et SFR,, ainsi que le sauvetage du journal Libération, et le rachat de L'Express. Il est également déjà, à l'époque, réputé proche d'Emmanuel Macron, (à qui il envoie une note de conseil de 17 pages pour le programme économique du candidat socialiste à la présidentielle François Hollande en 2011, et à qui il rend ensuite visite à l'Élysée quand il est nommé secrétaire général adjoint de la présidence de la République) ainsi que du conseiller en communication Stéphane Fouks, vice-président d'Havas, qu'il a introduit auprès de Patrick Drahi dans le cadre de la bataille médiatique et politique pour le rachat de SFR,. Il est également personnellement et professionnellement proche de Dominique Strauss-Kahn.

#### Présidence d’Altice Media
En janvier 2015 à l'âge de 39 ans, Bernard Mourad quitte Morgan Stanley pour prendre la présidence d'Altice Media Group, le nouveau groupe de médias de Patrick Drahi constitué d'une vingtaine de titres de presse (dont Libération, L'Express-L'Expansion, L'Étudiant, Point de Vue, Lire, Studio) et de la chaîne d'information internationale i24news,,,. Dès juillet 2015, ce portefeuille de médias s'élargit à travers une alliance stratégique entre Altice et le groupe audiovisuel NextRadioTV (BFM, RMC…). En avril 2016, il pilote la fusion d'Altice Media Group avec SFR, créant le premier opérateur convergent télécoms-médias en France. Il est nommé dans la foulée vice-président de SFR Presse et responsable du développement d'Alice Media International.

#### Activités entrepreneuriales et philanthropiques
En décembre 2013, Bernard Mourad lance sur ses fonds personnels mySOS, une application mobile qui permet de sauver des vies en mettant en relation un réseau de citoyens prêts à aider toute personne rencontrant un problème de santé ou de sécurité dans un périmètre de 3 kilomètres,,,. Cette application crée le premier réseau social solidaire au monde et bénéficie du soutien de la Croix-Rouge française et de la Fédération française de cardiologie,,,.
En octobre 2017, il fonde et prend la présidence de The Board Partners, une banque d'affaires d'un nouveau genre associant plus de 80 hauts dirigeants, en partenariat avec Jean-Marie Messier,.
Il annonce simultanément la création de Loopsider, un nouveau média vidéo dédié aux réseaux sociaux, qu'il finance et préside, en association avec l'ancien dirigeant de Dailymotion (Giuseppe de Martino) et l'ancien directeur de la rédaction de Libération (Johan Hufnagel),,. Il est également l’un des business angels les plus actifs dans la « French Tech », ayant investi notamment dans la licorne Jellysmack, et présidant entre autres les start-up ShareID ou encore OneFlash dans laquelle Xavier Niel a également investi .

#### Campagne présidentielle d'Emmanuel Macron
En octobre 2016, Bernard Mourad quitte ses fonctions chez Altice Media Group pour rejoindre l'équipe de campagne d'Emmanuel Macron comme conseiller spécial. Il se charge notamment de la collecte de fonds, en lien avec le financier officiel de la campagne, Christian Dargnat. Son frère Jean-Jacques participe aussi au programme santé du candidat,.

#### Direction de Bank of America - Merrill Lynch
Bernard Mourad rejoint Bank of America-Merrill Lynch en décembre 2018 en tant que directeur général du siège parisien,. Le banquier vedette quitte ses fonctions en janvier 2020 pour cause de désaccord stratégique sur les ambitions françaises du géant américain.

#### Direction de The Raine Group en France
En septembre 2021, Bernard Mourad rejoint en tant qu’associé The Raine Group, banque d’affaires et fonds d’investissement international spécialisé dans le secteur TMT, bénéficiant de plus de 4 milliards de dollars sous gestion en capital-développement et capital-risque. Il ouvre son bureau parisien et en prend la direction générale.

#### Activités de production cinématographique et audiovisuelle
En juin 2021, Bernard Mourad s’associe à l’acteur-réalisateur Yvan Attal au sein de la société de production Films Sous Influence.

#### Litige avec Morgan Stanley
En juin 2019, Bernard Mourad remporte une action en justice retentissante après que le tribunal des Prud’hommes eut jugé que la banque américaine Morgan Stanley lui aurait indûment retenu un salaire différé correspondant aux primes d'intéressement, après son départ en 2015, pour des prestations effectuées entre 2012 et 2014 et récupère ainsi un bonus de près de 1,2 million d'euros. Si la banque a interjeté appel, les observateurs ayant eu accès au dossier soulignent les montants record de commissions générées par le banquier.

### Carrière littéraire
En 2006, Bernard Mourad publie un premier roman, Les Actifs corporels. Il y met en scène un capitalisme poussé à l'extrême, où les êtres humains peuvent être cotés en Bourse sous la forme de « sociétés-personnes » dans le cadre de la « Nouvelle Économie individuelle ». Le héros, Alexandre Guyot, un consultant trentenaire, est le premier homme introduit sur le marché. L'ouvrage développe une perspective entre dystopie et critique socio-économique, que l'auteur place dans la lignée de Michel Houellebecq et de Bret Easton Ellis,
Le premier roman de Bernard Mourad est traduit en allemand par la maison d'édition Ullstein, sous le titre Kauf Mich ! (Achète-moi !). Il est sorti en poche en 2007 aux éditions J'ai Lu (collection « Nouvelle génération »).
En mai 2008 est publié le deuxième roman de Bernard Mourad, Libre échange. Dans la même veine d'anticipation réaliste, l'ouvrage développe une analyse psychologique et sociale de la recherche du bonheur et de l'identité, dans un contexte d'emprise croissante du pouvoir médiatico-politique. On y suit le parcours sombre et inquiétant d'un héros suicidaire qui se voit proposer d'échanger sa vie contre celle d'un autre homme.

### Vie privée
Bernard Mourad est marié à Stéphanie Ferran, ancienne Directrice Générale d'Hachette Livre; le couple a deux enfants. 
Il est décédé le 9 janvier 2025 des suites d'un cancer qu'il avait rendu public.

## Publications
- Les Actifs corporels, Éditions Jean-Claude Lattès, Paris, 2006,  (ISBN 978-2-7096-2780-1)
- Libre échange, Éditions Jean-Claude Lattès, Paris, 2008,  (ISBN 978-2-7096-3030-6).